# Kalifornische Elektrizitätskrise
In den Jahren 2000–2001 war die Bevölkerung des US-Bundesstaates Kalifornien einer massiven Krise der Stromversorgung ausgesetzt. Mit der Elektrizitätskrise verbunden waren mehrere großflächige rollierende Blackouts und die Insolvenz von PG&E, des größten Energieversorgungsunternehmens des Staates. Viele Industrieunternehmen, die von einer zuverlässigen Stromversorgung abhängig waren, wurden geschädigt. Die volkswirtschaftlichen Kosten der Krise werden auf 40–45 Milliarden US-$ geschätzt.
Die Krise trat in Folge der sogenannten Deregulierung der Energiebranche in Kalifornien auf. Die neuen regulatorischen Rahmenbedingungen wurden somit auch mit der Krise in Verbindung gebracht. Nach gründlicher Untersuchung kam die Federal Energy Regulatory Commission (FERC) 2003 zu dem Schluss:
„...Ungleichgewicht von Angebot und Nachfrage, fehlerhaftes Marktdesign und inkonsistente Marktregeln ermöglichten signifikante Marktmanipulationen wie sie in dem endgültigen Untersuchungsbericht ausgeführt werden. Ohne die Dysfunktionalität des zugrundeliegenden regulierten Marktes wären Versuche, den Markt zu manipulieren, nicht erfolgreich gewesen.“
Da viele andere amerikanische und europäische Staaten wie auch Deutschland zur selben Zeit begonnen hatten, ihre Energieversorgungsbranche in ähnlicher Art umzustrukturieren und neuen regulatorischen Rahmenbedingungen zu unterwerfen, fand die kalifornische Energiekrise als eine Art Lehrbuchbeispiel für staatliche Regulatoren weiträumige internationale Beachtung.

## Hauptereignisse der Krise
Am 14. Juni 2000 waren 97 000 Kunden der Küstenregion von San Francisco rollierenden Stromabschaltungen ausgesetzt.
Im August 2000 legte San Diego Gas & Electric Company Beschwerde wegen Marktmanipulation einiger Energieerzeuger ein.
Am 7. Dezember 2000 erklärte der unabhängige Netzbetreiber, der das kalifornische Stromnetz betreibt, wegen mangelndem Angebot und stillstehenden Kraftwerken den ersten staatsweiten Stromalarm Stufe 3, das heißt die Stromreserven lagen unter 3 Prozent. Rollierende Abschaltungen wurden durch die Entscheidung des Staates vermieden, zwei große bundes- und staatseigene Wasserpumpen außer Betrieb zu nehmen, um den Energieverbrauch zu senken.
Am 15. Dezember 2000 lehnte die Federal Energy Regulatory Commission (FERC) Kaliforniens Antrag auf eine Obergrenze für Handelspreise ab. An diesem Tag zahlte Kalifornien Handelspreise von über $1400 pro Megawattstunde im Vergleich zu einem mittleren Preisniveau von $45 pro Megawattstunde noch vor einem Jahr.
Am 17. Januar 2001 veranlasste die Stromkrise Gouverneur Gray Davis dazu, den Notstand zu erklären. Spekulanten, an der Spitze Enron, machten hohe Gewinne, während der Staat ins Wanken geriet. Am 17. und 18. Januar gab es rollierende Stromabschaltungen.
Hohe Handelspreise in Verbindung mit staatlich fixierten Endkundenpreisen brachten die etablierten Energieversorger des Staates in eine kritische Lage. Am 6. April 2001 erklärte der Energieversorger Pacific Gas and Electric (PG&E) Insolvenz und Southern California Edison (SCE) bewahrte sich nur durch einen beharrlich mit dem kalifornischen Staat verhandelten Restrukturierungsplan vor demselben Schicksal. Zwischen 2000 und 2001 entließen die kalifornischen Energieversorger 1.300 Mitarbeiter (von 56 000 auf 54 700).
Gouverneur Davis kaufte Strom zu extrem ungünstigen Bedingungen am offenen Markt, da die kalifornischen Stromversorger praktisch bankrott waren und keine Kaufkraft hatten. Die resultierende langfristige Verschuldung verschlimmerte die Verschuldungskrise des Staates und senkte das Ansehen von Davis’ Verwaltung.
Erst im Juni 2001 waren neue Kraftwerke in Produktion und die Stromhandelspreise wieder auf normalem Niveau. Die Verschuldungskrise, die aus der Stromkrise hervorging, hielt jedoch noch Jahre an.

## Mängel des regulatorischen Marktdesigns
Im Jahr 1996 wurde durch Gouverneur Pete Wilson die sogenannte Deregulierung der Stromversorgung Kaliforniens angestoßen. Im Rahmen dieser Deregulierung, die das Ziel hatte, den Wettbewerb zu erhöhen, wurde die Branche restrukturiert.
Die etablierten Energieversorger Southern California Edison (SCE), San Diego Gas & Electric und Pacific Gas and Electric (PG&E) mussten den größten Teil ihrer Erzeugung abstoßen. Im März 1998 wurden auf diesem Wege 40 % der installierten Erzeugungskapazität, insgesamt 20 GW, an unabhängige Erzeuger verkauft. Zu letzteren gehörten Mirant, Reliant, Williams, Dynegy, AES und Enron. Die Energieversorger waren weiterhin für die Stromverteilung zuständig und konkurrierten mit anderen Firmen im Endverbrauchermarkt. Um ihre Kunden zu versorgen, mussten sie den Strom nun auf der neu geschaffenen Nur-Spot-Börse, dem California Power Exchange (PX) von den genannten Erzeugern kaufen. Den Energieversorgern war es verboten, langfristige Kontrakte abzuschließen, die ihnen ermöglicht hätten, die Beschaffung ihres langfristigen Endkundenabsatzes gegen tägliche Preissprünge durch Versorgungsunterbrechungen und Witterungseffekte abzusichern.
Im Jahr 2000 wurden die bis dahin bestehenden Preiskontrollen auf den Handelsmärkten durch eine weiche Obergrenze (soft cap) ersetzt, die höhere Preise erlaubte, wenn sie kostenbegründet sind. Die Endkundenpreise blieben jedoch reguliert. Letzteres war Teil einer Absprache mit dem Regulator und sollte den Energieversorgern erlauben, Kosten von Anlagen abzuschreiben, die wegen gestiegenem Wettbewerb notleidend geworden waren.
Die Erwartung hierbei war, dass die eingefrorenen Endkundenpreise höher bleiben würden als die Handelspreise. Tatsächlich lief aber die Regulierung der Handelspreise ins Leere. Energiehändler konnten höhere Handelspreise mit einem Verweis auf Importpreise aus anderen US-Staaten begründen. Also war es profitabel, Energie aus Kalifornien zu exportieren und zu höherem Preis wieder zu reimportieren.
Etwa ab Mai 2000 stiegen die Handelspreise über die fixierten Endkundenpreise. Die Situation für die drei etablierten Stromversorger wurde kritisch. Die bestehende Regulierung fror die Endkundenpreise ein, sorgte aber nicht für niedrigere Einkaufskosten für die Versorger. Der kurzfristige Preisanstieg in den Handelsmärkten hatte wegen der langen Planungs-, Genehmigungs- und Bauzeiten für Kraftwerke keine Auswirkung auf das Angebot. Stattdessen verlangten die bestehenden Erzeuger mit wachsender Knappheit von Strom einfach mehr Geld. Im Januar 2001 begannen die Erzeuger, Kraftwerke abzufahren, um die Preise hochzutreiben.
Dass die Handelspreise höher wurden, hatte wegen der fixierten Endkundenpreise keine Auswirkung auf die Nachfrage. Die etablierten Versorger mussten somit kaufen, sei es auch mit Verlust. Für Stromprodukte, die sie früher zu 3 ct/kWh produziert hatten, mussten sie nun 11, 20, 50 oder mehr ct bezahlen. Auf der anderen Seite durften sie höchstens 6,7 ct/kWh an ihre Endkunden weitergeben. Preiserhöhungen waren ohne Erlaubnis der öffentlichen Energieversorgungskommission nicht möglich.
Bis zum Frühjahr 2001 hatten die beiden Energieversorger PG&E und Southern California Edison zusammen 20 Milliarden Dollar Schulden aufgehäuft und ihre Anlagen hatten Junkstatus. Somit waren sie auch nicht mehr in der Lage, Energie für ihre Kunden zu kaufen. Der Staat schritt ein und betraute die Wasserbehörde (California Department of Water Resources) mit dem Energiekauf. Am 1. Februar 2001 wurde diese Maßnahme ausgeweitet und betraf auch SDG&E. Am 6. April 2001 erklärte PG&E Insolvenz und Southern California Edison entging dem nur knapp.
Auffälligerweise war die Stadt Los Angeles nicht von der Krise betroffen, da die regierungseigenen Versorger in Kalifornien (einschließlich des Los Angeles Departments of Water & Power) von der Neuregulierung nicht betroffen waren und ihre Überschussenergie während der Krise an die privaten Versorger des Staates weiterverkauften (hauptsächlich an Southern California Edison). Dies sorgte dafür, dass die größere Umgebung von Los Angeles nur rollierende Brown-outs erlitt, statt der langfristigen Ausfälle in anderen Teilen des Staates.
Die Krise führte über Kalifornien hinaus zu Skepsis gegenüber Experimenten mit Strommärkten. S. David Freeman, der mitten in der Krise zum Vorsitzenden der California Power Authority ernannt worden war, äußerte sich in einer Zeugenaussage vor einem Ausschuss am 15. Mai 2002 wie folgt: „Aus dieser Erfahrung sollten wir eine fundamentale Lehre ziehen: Strom ist wirklich anders als alles andere. Man kann ihn nicht lagern, man kann ihn nicht sehen, wir können nicht ohne ihn auskommen, was die Gelegenheiten, aus einem deregulierten Markt Vorteil zu ziehen, zahllos macht. Strom ist ein öffentliches Gut, das vor privatem Missbrauch geschützt werden muss. Wäre Murphy's Gesetz für einen Marktansatz für Strom geschrieben, hieße das Gesetz: 'Jedes System, das manipuliert werden kann, wird manipuliert werden, wird manipuliert werden zur schlechtest möglichen Zeit.' Und ein Marktansatz für Strom ist an sich manipulierbar. Niemals wieder dürfen wir privaten Interessen erlauben, künstliche oder echte Knappheit zu erzeugen und die Kontrolle zu übernehmen. Enron stand für Geheimhaltung und Verantwortungslosigkeit. In der Stromversorgung brauchen wir Offenheit und Firmen, die verantwortlich dafür sind, die Lichter an zu halten. Wir müssen zurückkommen zu Firmen, die Kraftwerke betreiben mit klarer Verantwortung dafür echten Strom in langfristigen Verträgen zu verkaufen. Es gibt keinen Platz für Firmen wie Enron, die das Äquivalent eines elektronischen Telefonbuchs besitzen, und das System ausspielen, um den Gewinn aus nutzloser Vermittlung zu machen. Firmen, die Kraftwerke besitzen, können um Verträge konkurrieren, um unsere Stromabnahme zu vernünftigen Preisen zu liefern, die die Kosten widerspiegeln.“
Eine spätere Studie des Department of Energy im Jahr 2007 wies nach, dass Endkundenpreise in den Jahren 1999 bis 2007 deutlich mehr in Staaten gestiegen waren, die eine Deregulierung angestoßen hatten, als in solchen, die dies nicht getan hatten.

## Angebot und Nachfrage
Kaliforniens Bevölkerung wuchs in den 1990ern um 13 %. Der Staat baute in dieser Zeit kein neues Kraftwerk, aber bestehende Kraftwerke wurden erweitert und die Stromerzeugung stieg zwischen 1990 und 2001 um fast 30 %.
Die Erzeugungskapazität war jedoch relativ knapp. Es hatte Verzögerungen bei der Genehmigung neuer Kraftwerke gegeben und Kaliforniens Energieversorger waren zunehmend von importiertem Strom aus Wasserkraft aus den Pacific-Northwest-Staaten Oregon und Washington abhängig.
Im Sommer 2001 reduzierte eine Dürre in den Nordweststaaten die Verfügbarkeit von Wasserkraftstrom für Kalifornien. Obwohl die verfügbare Erzeugungskapazität zuzüglich externem Angebot zu jedem Zeitpunkt der Krise größer war als der Bedarf, war Energie knapp genug, dass die privaten Erzeuger den Staat erfolgreich erpressen konnten, indem sie ihre Kraftwerke in Revision schickten, um eine künstliche Knappheit zu erzeugen.
Weiterhin kam den Marktmanipulatoren Kaliforniens schlechte Netzinfrastruktur zugute. Die Hauptverbindung zwischen Norden und Süden war viele Jahre nicht ausgebaut worden und wurde zu einem Engpass mit einer Maximalkapazität von 3.900 MW. Ohne Manipulation war der Engpass unproblematisch, in der entstehenden Situation trug er aber dazu bei, den verfügbaren Pool an Erzeugung bei lokaler Knappheit kleiner und die Versorger erpressbarer zu machen.
Laut Einschätzung der International Energy Agency hätte eine 5 % niedrigere Nachfrage zu einer 50-prozentigen Preisreduktion während der Spitzenstunden der kalifornischen Energiekrise 2000/2001 geführt. Auch eine preissensitivere Nachfrage hätte den Markt gegen Zurückhaltung von Angebot robuster gemacht.

## Marktmanipulation und die Rolle von Enron
Notorisch bekannt für das Ausspielen der Marktregeln und die Erzielung hoher spekulativer Gewinne wurde Enron. Der CEO von Enron, Kenneth Lay, spottete über die Bemühungen der Staatsregierung von Kalifornien, die Praktiken der Energiehändler zu vereiteln und sagte: „In der Finanzanalyse ist es unwichtig, was ihr verrückten Leute in Kalifornien macht, denn ich habe schlaue Kerle, die immer herausfinden, wie man Geld verdienen kann.“
Mit geheimen Absprachen mit Erzeugungsfirmen sorgte Enron dafür, dass Kraftwerke abgefahren werden und der Preis steigt. Weiterhin wurden Enron fingierte Kraftwerksausfälle vorgeworfen. Bei Enron und anderen Energiehändlern wurden diverse Konstrukte, die letztendlich der profitablen Umdeklaration von Strom dienten, unter Namen wie „Fat Boy“, „Death Star“, „Forney Perpetual Loop“, „Ricochet“, „Ping Pong“, „Black Widow“, „Big Foot“, „Red Congo“, „Cong Catcher“ und „Get Shorty“ bekannt.
Der Begriff Megawatt-Wäsche, analog zu Geldwäsche, bezeichnet die Verschleierung der wahren Herkunft spezifischer Mengen Strom. Das kalifornische Energiemarktdesign sah für elektrische Energie, die außerhalb Kaliforniens produziert wurde, einen höheren Preis vor. Es war somit vorteilhaft, den Anschein zu erwecken, dass Strom außerhalb Kaliforniens produziert worden war.
Überbuchung bezeichnet die Manipulation der verfügbaren Kapazitäten für Stromtransport im Übertragungsnetz (HöS-Ebene). Stromleitungen haben eine Maximalkapazität. Kapazitäten mussten im Voraus gebucht werden, um gekaufte und verkaufte elektrische Energie zu transportieren. Überbuchung bezeichnet nun die absichtliche Reservierung von mehr Kapazität als tatsächlich erforderlich ist. Dies hat den Zweck, den Eindruck zu erwecken, dass Leitungen belegt sind und für andere Nutzer nicht zur Verfügung stehen. Überbuchung war ein Baustein mehrerer missbräuchlicher Konstrukte. Die „Death Star“-Gruppe beispielsweise basierte auf Marktregeln, nach denen der Staat Engpassgebühren zahlen muss, um Engpässe auf größeren Verbundleitungen zu mindern. Diese Gebühren sollten einen Anreiz für Erzeuger darstellen, das Engpassproblem zu lösen. In dem Death-Star-Szenario war der Engpass jedoch imaginär und die Gebühren Reingewinn. In einem Brief von David Fabian an US-Senatorin Barbara Boxer im Jahr 2002 heißt es: „Es gibt nur eine Verbindung zwischen dem nördlichen und dem südlichen Stromnetz Kaliforniens. Ich habe gehört, dass Enrons Händler diese absichtlich überbuchten und dann andere dazu brachten, sie zu brauchen.“ Durch die neuen kalifornischen Marktregeln konnte Enron dann nach Belieben preis-pokern.
Enron ging letztendlich bankrott und einigte sich am 16. Juli 2005 auf einen Vergleich über 1,52 Milliarden Dollar mit einer Gruppe kalifornischer Behörden und privaten Energieversorgern. Wegen anderer ausstehender Forderungen im Zusammenhang mit der Pleite wurde aus dieser Forderung nur noch eine Zahlung von 202 Millionen Dollar erwartet. Ken Lay wurde am 25. Mai 2006 einer Vielzahl krimineller Tatvorwürfe, die nicht mit der kalifornischen Energiekrise im Zusammenhang standen, schuldig befunden, aber er starb am 5. Juli desselben Jahres vor der Urteilsverkündung. Da er starb, während sein Fall in Berufung war, wurde die Verurteilung annulliert und seine Familie durfte sein gesamtes Vermögen behalten.
Enron handelte Energiederivate, die von der Regulierung der Commodity Futures Trading Commission explizit ausgenommen waren. Anlässlich einer Anhörung vor dem Senat im Januar 2002 drang Vincent Viola, Vorsitzender der New York Mercantile Exchange – des größten Marktplatzes für Energiehandel und Clearing – darauf, dass Firmen wie Enron, die nicht „auf dem Parkett“ handeln und nicht denselben Regulierungen unterliegen, denselben Kriterien für „Compliance, Offenlegung und Beaufsichtigung“ unterliegen sollten. Er bat das Komitee „größere Transparenz“ für Zahlen von Firmen wie Enron einzufordern. Jedenfalls beschloss der U.S. Supreme Court, „dass FERC die Macht hat, bilaterale Kontrakte für ungültig zu erklären, wenn es zu dem Schluss kommt, das die Preise oder Bedingungen dieser Kontrakte ungerecht oder unbillig sind.“ Nevada war der erste Staat, der versuchte, Verluste aus solchen Kontrakten auf diese Weise wiedereinzubringen.

## Stromabschaltungen im Sommer 2020
Kalifornien wurde 20 Jahre später wieder von rollierenden Blackouts, also geplanten Stromabschaltungen zur Sicherung der Systembilanz geplagt. Die Stromabschaltungen fanden am 14. und 15. August 2020 statt.:3–5 Sie begannen jeweils gegen 18:30 Ortszeit und dauerten über zwei Stunden bzw. bis zu 90 Minuten. Es waren 490.000 bzw. 320.000 Netznutzer betroffen, als ~1070 MW bzw. ~700 MW Last abgeworfen wurde.:35 Damit konnte die Leistungsreserve bei 6 % stabilisiert werden, üblich sind mindestens 15 %. Noch höhere Defizite in der elektrischen Energieversorgung wurden im Zeitraum vom 17.–19. August 2020 erwartet. Jedoch konnte durch eine konzertierte Aktion die Last durch Klimaanlagen um 4 GW gesenkt werden und bei Erzeugungsanlagen durch eine temporäre Aussetzung von Umweltauflagen eine erhöhte Spitzenerzeugung realisiert werden, so dass keine weiteren rollierenden Stromabschaltungen notwendig wurden.:32
Als Ursache für die Stromausfälle wurden drei Hauptgründe identifiziert::38–64
1. Eine Hitzewelle (30-Jahres-Ereignis), die zu der Zeit im Westen der USA wütete, löste einen Spitzenbedarf in der Klimatisierung aus, welches über den Planungen der Energieversorgungsunternehmen lag. Die Gesamtlast lag bei ca. 45 GW. Die Möglichkeit des Energieimports aus Nachbarstaaten war eingeschränkt, weil auch dort die Reservekapazitäten knapp waren.
2. In der Übergangsphase der Energiewende hin zu einer erneuerbaren, verlässlichen und bezahlbaren Versorgung wurde nicht genügend darauf geachtet, dass jederzeit genügend gesicherte Leistung verfügbar ist, welche auch Extremwetterlagen wie oben abdeckt.
3. Gewisse Gepflogenheiten im Day-Ahead-Markt verstärkten den Versorgungsengpass, wie z. B. die Unterschätzung des Verbrauchs bei einigen Bilanzkreisen oder das Vermengen von Day-Ahead- und Intraday-Preisen im sog. convergence bidding.

Regulierungslücken oder eine Manipulation des Strommarktes incl. der Übertragungskapazitäten waren also nicht die Ursache der Abschaltung im August 2020, auch wenn gewisse Marktregeln eine strikte Bilanzkreistreue nicht unterstützten und das Problem im Spotmarkt verdeckten. Allerdings ist das elektrische Energieversorgungssystem dadurch gekennzeichnet, dass nur eine schwache Anbindung an Nachbarstaaten gegeben ist, die zudem von weiträumigen Wetterereignissen im Südwesten der USA gleichzeitig getroffen werden. Daher wird mittel- bis langfristig der Ausbau von disponiblen Erzeugungsanlagen in Betracht gezogen und der beschleunigte Einsatz von DSM-Systemen und zeitabhängigen Tarifen.:73 Neben der Herausforderung, stets ausreichend gesicherte Leistung vorzuhalten, was mit Blick auf den Klimawandel besonders den elektrischen Energieverbrauch von klimatisierten Gebäuden betrifft, hat Kalifornien auch noch mit dem Risiko von Waldbränden zu kämpfen, die nicht nur Verteilnetzleitungen betreffen, sondern auch Trassen des Übertragungsnetzes lahmlegen können.:11ff